# Xabier Zumalde
Xabier Zumalde, né le 27 août 1938 à Amorebieta-Etxano (Biscaye, Espagne) et mort le 5 novembre 2023 à Ascain (Pyrénées-Atlantiques, France), est un dirigeant historique espagnol de l'organisation séparatiste et terroriste Euskadi ta Askatasuna (ETA), premier chef militaire de celle-ci entre 1965 et 1976.

## Biographie
Fils de républicains (son père est sculpteur et marbrier), Xabier Zumalde est né en pleine Guerre civile. De dix frères qu'il a eu, il en a connus seulement deux, parce que les autres sont morts de faim pendant cette guerre.
Il commence à travailler à l'âge de douze ans. Avec la persécution franquiste, son père passe d'artiste reconnu à simple marbrier de cimetières. À quinze ans, en échange de 4 pesetas, il est entré dans une usine de métallurgie Izar comme apprenti ; un petit pain valait alors 1 peseta. Là, il prend  contact avec le monde ouvrier.
Dans l'usine il démontre ses dons inventifs : pour tuer le temps il fabrique, pièce à pièce, une Winchester à répétition que des années plus tard la Garde civile lui confisquera. À dix-huit ans, il est  volontaire dans le Troisième Régiment de Chasseurs Alpins de Huesca (Aragon), où il devient expert dans les armes. Chez lui, on ne parle jamais de politique, et, encore moins, de nationalisme. C'est une règle d'existence que la famille Zumalde maintient avec ses deux fils, adultes. Xabier Zumalde reprend : « Ils sont patriotes, abertzales romantiques, comme moi ».

### ETA
Xabier Zumalde a un premier contact avec ETA lors d’une détention dans un commissariat : il est frappé, traité d'abertzale, sans qu'il comprenne la signification du mot. Comme lui-même le dit : « Dans cette situation, j'ai eu connaissance qu'il existait une organisation nationaliste et radicale très différente du romantique PNV, dont la principale activité alors était de rappeler de vieux exploits, de célébrer des funérailles, banquets et l'Aberri Eguna ».
Après cette expérience, Xabier Zumalde, avec ses 22 ans, se présente devant le prêtre d'Amorebieta, Pedro Berrio Ategortua, alias Petrus, un prêtre progressiste de l'époque, lequel a pris un rendez-vous avec l'organisation ETA.
Dans ce rendez-vous, comme il le rappelle, est apparu un jeune sympathique, avec davantage l'aspect d'un intellectuel que de guérilléro. Il lui a posé des questions, et il lui a dit : « Bon, tu es déjà un plus ». Pour cette époque, 1965, ETA compte à peine une cinquantaine de membres dont l'action la plus héroïque consiste à peindre Gora ETA (Vive ETA) la nuit dans un mur éloigné des regards. Xabier Zumalde rappelle que les gens, plaisantaient ironiquement sur les graffitis, en faisant des commentaires comme : « Que veulent vendre ceux-ci ? ».
En peu de temps, son agent de liaison, El Pájaro Azul (l'Oiseau Bleu), livre une mitraillette Sten MKII, un Luger P08 de l'Armée allemande, un Star de nouvelle longueur et deux bombes à main qu'il dissimule dans un local de l'église d'Amorebieta.
En juin 1965, El Pájaro Azul lui propose d'assister à la IVe Assemblée d'ETA. Elle se situe dans le sanctuaire de Loyola à Azkoitia, auquel assistent une trentaine de personnes. Dans cette assemblée, Patxi Iturrioz le nomme, sans même le connaître, chef du Front militaire, récemment créé.
Xabier Zumalde prends l'alias El Cabra. À l'origine, avec six volontaires seulement disposés à intégrer le front militaire et à commencer la lutte armée réunis dans la Vallée de l'Atxarte. Depuis les montagnes, il se convertit en instructeur et le père de la guérilla psychologique etarra. Parmi leurs actions, ils se sont retrouvés à faire des graffitis, placer des ikurriñas, fugaces des invasions militaires de petits villages, des sabotages de compagnies électriques ou de communication, etc. Sa capacité de chef militaire est reconnue par la majorité des hommes, qu'il a recrutés durant les premières années en Biscaye. Avec eux, il a traversé la frontière (muga en basque) en 1968, en plein état d'exception et avec toute son organisation de guérillas démantelée. Ils ont servi sous ses ordres en Iparralde (Pays basque français).
Il est encore loin le premier sang etarre versé, celui du garde civil José Pardines, mort abattu à Villabona le 7 juin 1968. Xabier Zumalde prétend que lui n'a jamais tué personne ; comme il dit : « La mort ne sert à rien ».
Durant ses onze années de militantisme, Xabier Zumalde gagne en prestige, cessant d'être El Cabra pour devenir El Brujo (le Sorcier).

### L'après-ETA
Après la mort du dictateur Francisco Franco, Xabier Zumalde abandonne ETA en 1976, car : « Quand parlent les urnes, les armes se taisent ».
Après l'amnistie décrétée le 15 octobre 1977, ETA prend de nouveau contact avec lui.
Il a renoncé à la lutte armée ; il ne se repent pas, mais déplore les leçons sur « l'art de tuer », qu'ont tant employées ses héritiers.

### Mort
Xabier Zumalde meurt à Ascain le 5 novembre 2023à l'âge de 85 ans.

### Famille
Sa femme, Sabina, avec laquelle Xabier Zumalde se marie le 4 juillet 1966 dans le sanctuaire d'Arantzazu, fait aussi partie de plusieurs commandos.

## Interview
Voici ce que Xabier Zumalde répond au journaliste D. Fernández : 
« — ETA est fini ?
— Oui. ETA sont quatre types et un tambour pour faire beaucoup de bruit. ETA n'a pas de doctrine, seulement de la haine. L'ETA que nous avons fondé croyait dans un idéal et dans une patrie. Notre doctrine était Euskadi [...]».

## Ouvrages
- Mi Lucha Clandestina En Eta, Memorias del Primer Jefe del Frente Militar (1965-1968),  Xabier Zumalde, Éditions Status 2004,  (ISBN 9788493229320)[3]
- Las Botas de La Guerrilla, Memorias del Jefe de Los Grupos Autonomos de Eta, 1969-1977, Xabier Zumalde, Éditions Status 2004,  (ISBN 9788493229344)[4]

## Remarque
Le Club des inventeurs espagnols a récompensé Xavier Zumalde, ex-dirigeant d'ETA durant les années 1960 (et connu comme El Cabra), pour son brevet d'un dispositif qui permet aux personnes à mobilité réduite d'entrer et sortir de la baignoire et s'assoir et se lever dans la baignoire.